# Pucará (kommun)

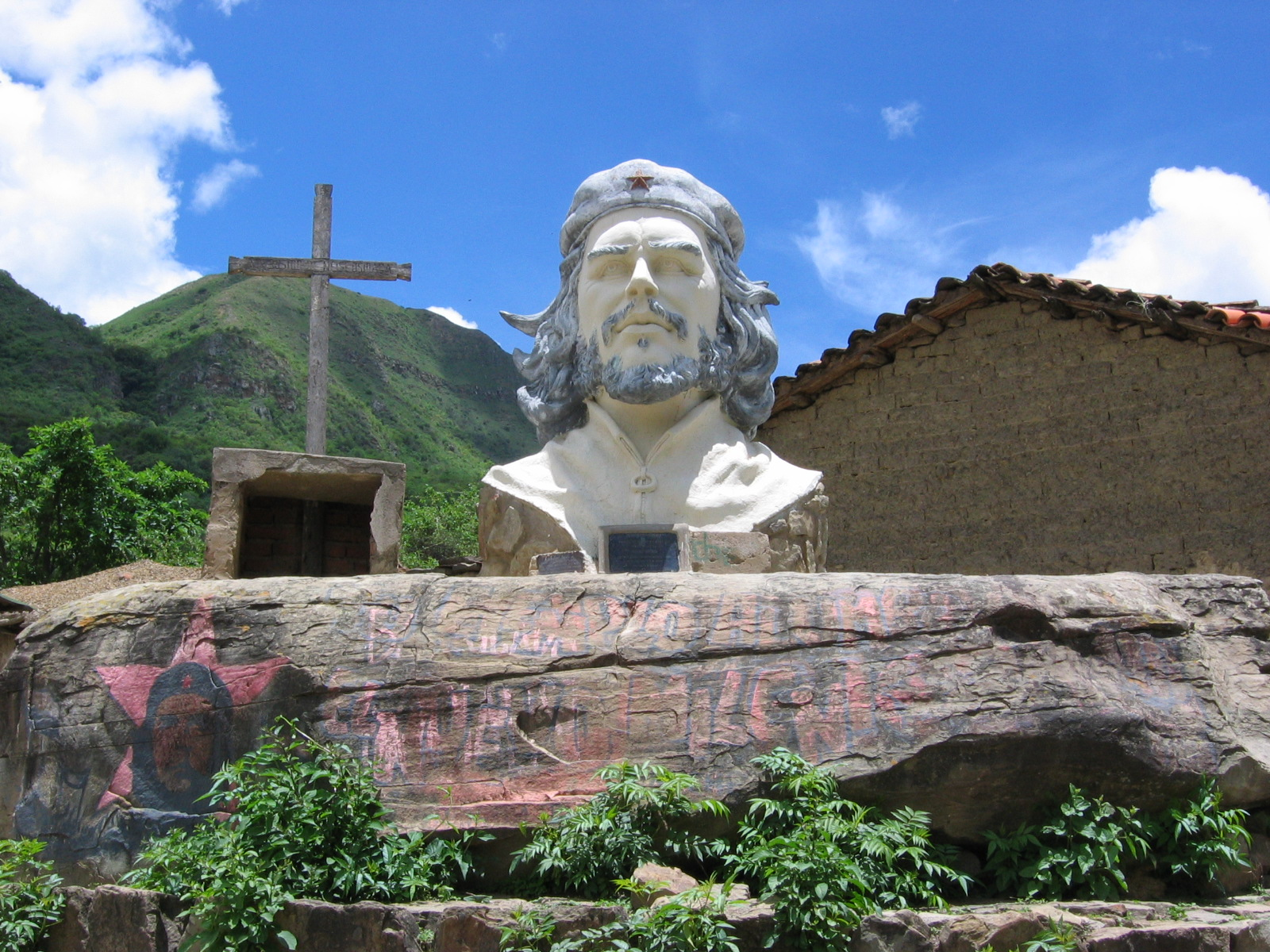
Che Guevara staty i La Higuera, kommun Pucará

Pucará är en kommun i den bolivianska provinsen Vallegrande i departementet Santa Cruz. Den administrativa huvudorten är Pucará.